# Grassy Hill Light
Grassy Hill Light, auch bekannt unter dem Namen Cooktown Light, ist ein Leuchtturm auf der als Grassy Hill bekannten Erhebung oberhalb Cooktowns im australischen Bundesstaat Queensland an der Mündung des Endeavour River.

## Geschichte
Im Jahr 1874 wurde auf Grassy Hill bereits eine unbeleuchtete Signaleinrichtung aufgebaut. Um 1882 existierte dort ein behelfsmäßiges Leuchtfeuer. Das heute noch existierende Gebäude wurde dann im Jahr 1886 als metallverkleidete Holzkonstruktion errichtet. Gegenüber den bis dato in Großbritannien vorgefertigten Eisenkonstruktionen zeichnete sich diese Variante trotz der Gefährdung durch Termiten durch geringere Kosten aus. Die Beleuchtung wurde allerdings von einem Unternehmen in der Nähe des englischen Birmingham gefertigt.

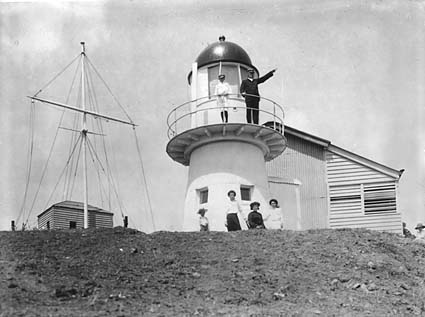
Grassy Hill Light im Jahre 1917

Im Jahre 1927 wurde der Leuchtturm auf automatischen Betrieb umgestellt.
Seit 1993 wird der Leuchtturm mit Solarenergie betrieben. Das denkmalgeschützte Bauwerk ist seit 1997 eingetragen im Queensland Heritage Register.